# Tyrebagger Hill
Tyrebagger Hill är en kulle i Storbritannien.   Den ligger i kommunen Aberdeen City och riksdelen Skottland, i den norra delen av landet, 600 km norr om huvudstaden London. Toppen på Tyrebagger Hill är 247 meter över havet.
Terrängen runt Tyrebagger Hill är huvudsakligen platt. Runt Tyrebagger Hill är det tätbefolkat, med 276 invånare per kvadratkilometer. Närmaste större samhälle är Aberdeen, 11,4 km sydost om Tyrebagger Hill. Trakten runt Tyrebagger Hill består i huvudsak av gräsmarker.